# Південне Ланао
Південне Ланао (мар.: Ranao Pagabagatan) — провінція Філіппін, в Автономному регіоні у Мусульманському Мінданао на острові Мінданао. Адміністративним центром є місто Мараві. Друге за розміром озеро Філіппін — Ланао, розташоване в провінції Південне Ланао.

## Географія
Площа провінції становить 3 872,89 км2. Південне Ланао межує на півночі з провінцією Північне Ланао, на сході — з провінцією Букіднон, на півдні — з провінціями Магінданао і Котабато. На південному заході омивається водами заток Ілана і Моро. Рельєф провінції представлений долинами, пагорбами, річками та озерами.

### Адміністративний поділ
Адміністративно поділяється на 39 муніципалітетів та одне незалежне місто.

### Клімат
Клімат провінції характеризується рівномірним розподілом кількості опадів протягом усього року, без вираженого літнього сезону. Провінція розташована поза тайфунним поясом.

## Демографія
Згідно перепису 2015 року населення провінції становило 1 045 429 осіб. Більшість населення сповідують іслам.